# Протокол рутирања
Протокол рутирања (енгл. Routing protocol) представља сет правила којим рутери динамички размењују информације о путањама (рутама) којима пакет треба да се креће да би досегао жељену дестинацију. Када се догоди нека измена у топологији рачунарске мреже, најближи рутер код кога се десила промена, записује је у своју табелу рутирања, а потом протоколи рутирања покрећу механизме којима се информација о промени у топологији прослеђује осталим уређајима у мрежи. На овај начин рутери динамички ажурирају своје табеле рутирања. Ови протоколи припадају слоју мреже референтног ОСИ модела.

## Карактеристике протокола рутирања
- Време конвергенције - за мрежу кажемо да је конвергентна када су табеле рутирања код свих рутера унутар мреже, комплетне и исправне. Време конвергенције је сходно томе, време за које мрежа исконвергира након извршене промене у топологији (сразмерно је величини мреже). 
 У време конвергенције је укључено:
  - Размена информација
  - Обрада информација, процена најбољих рута
  - Уношење измена у табеле рутирања
- Скалабилност - дефинише колика мрежа може да буде, у зависности од протокола који се користи.
- Класност - протоколи рутирања могу да буду класни и безкласни.
  - Класни су старији протоколи (RIPv1 и IGRP) који подразумевају да адреса припада некој од класа (А, Б, Ц).
  - Безкласни, при размени информација укључују подмрежну маску уз адресу мреже.
- Заузетост ресурса - протоколи рутирања при размени и обради информација заузимају хардверске ресурсе (меморију, процесорско време или пропусни опсег линка). Већа потребна заузетост ресурса од стране протокола рутирања захтева јачу опрему унутар мреже.
- Имплементација и одржавање - дефинише ниво знања који је потребно да има администратор мреже, како би применио и одржавао мрежу која ради са одређеним протоколима рутирања.

## Класификација протокола рутирања
Протоколе рутирања можемо да класификујемо на неколико начина, навешћемо неке.
1. На основу области рутирања, унутар аутономног система или између аутономних система.
  1. Интерни протоколи рутирања
    1. Протоколи рутирања на основу вектора удаљености (енгл. Distance Vector Routing Protocols)
    2. Протоколи рутирања на основу стања линка (енгл. Link-State Routing Protocols)

  2. Екстерни протоколи рутирања
    1. Протоколи рутирања на основу вектора путање (енгл. Path Vector Routing Protocols)
2. На основу верзије интернет протокола чије пакете прослеђују
  1. IPv4 протоколи рутирања
    1. Класни протоколи рутирања (енгл. )
    2. Безкласни протоколи рутирања (енгл. )

  2. IPv6 протоколи рутирања
  3. IPX протоколи рутирања
  4. Apple Talk протоколи рутирања
3. На јавне протоколе и протоколе развијене од стране појединих фирми који су у њиховом власништву.

## Табела протокола рутирања
|             | Интерни                      | Интерни                      | Интерни               | Интерни               | Екстерни |
|             | На основу вектора удаљености | На основу вектора удаљености | На основу стања линка | На основу стања линка |          |
|             |                              |                              |                       |                       |          |
| IPv4, класни    | RIP                          | IGRP                         |                       |                       | EGP      |
| IPv4, безкласни | RIPv2                        | EIGRP                        | OSPFv2                | IS-IS                 | BGP      |
|             |                              |                              |                       |                       |          |
|             | RIPng                        | EIGRP за IPv6                    | OSPFv3                | IS-IS за IPv6             | BGPv4 за |
|             |                              |                              |                       |                       |          |

## Интерни протоколи рутирања

### Вектор удаљености
Протоколи рутирања на основу вектора удаљености (енгл. Distance Vector Routing Protocols) укључују протоколе као што су: RIP, IGRP и EIGRP. Протоколи RIP и IGRP функционишу по принципу Белман-Форд алгоритма (енгл. Bellman-Ford Algorithm), док је EIGRP напреднији о том питању и користи (DUAL) (енгл. Diffusing Update Algorithm). Као што и само име говори, рутери размењују информације којима сазнају удаљеност (дистанцу) и правац (интерфејс или рутер) ка некој од удаљених мрежа, при чему немају информацију о самом путу до одредишне мреже. Размењивање информација се врши тако што сваки од рутера периодично прослеђује целу табелу рутирања суседним рутерима.

### Стање линка
Рад протокола рутирања на основу стања линка (енгл. Link-State Routing Protocols) се заснива на Дајкстрином (SPF) алгоритму, познати су још као (SPF) протоколи (енгл. Shortest Path First) најпре најкраћа путања. Како су ови протоколи интерни протоколи рутирања, они одређују најкраће путање унутар истог аутономног система, који се у зависности од величине и сложености може даље хијерархијски поделити на зоне. При достизању конвергенције рутери који припадају истој зони извршавају следеће процесе:
- Сваки рутер испитује своје везе ка суседним рутерима или мрежама.
- Размењујући Hello пакете открива суседе, успоставља и одржава суседске везе.
- Сваки рутер формира LSP (енгл. Link-State Packet) који садржи информације о стању сваке директно конектоване везе.
- Сваки рутер прослеђује LSP ка суседима који на основу њих формирају своје базе података.

(Суседи даље прослеђују својим суседима LSP, све док сви рутери унутар зоне не приме пакете од сваког рутера)
- Користећи базе података, рутери формирају топологију мреже.
- Потом ка свакој од мрежа одређују најкраће путање које уносе у табеле рутирања (мрежа је исконвергирана).

Овој групи протокола припадају:
- OSPF,
- DNA Phase V протокол за DEC мрежна окружења, претеча IS-IS протокола.
- IS-IS,
- NLSP Novellova мрежна окружења, (енгл. NetWare Link Services Protocol)
- AURP, (енгл. AppleTalk Update Routing Protocol) из AppleTalk скупа протокола.

## Листа протокола рутирања
Познати протоколи рутирања су:
- RIP,
- RIPv2, (енгл. Routing Information Protocol) верзија 2
- RIPng, (енгл. Routing Information Protocol Next Generation) верзија за
- протоколи рутирања
  - IGRP, (енгл. Interior Gateway Routing Protocol)
  - EIGRP, (енгл. Enhanced Interior Gateway Routing Protocol)
- OSPF,
- IS-IS,

- EGP,
- BGP,
- CSPF, (енгл. Constrained Shortest Path First)